# Arnold Skylvik
Rolf Arnold Skylvik (fram till 1958 Svantesson), född 10 juli 1926 i Fors socken, Älvsborgs län, död 20 april 1994 i Trollhättan. var en svensk tecknare, målare, grafiker och reklamman. 
Han var från 1958 gift med lärarinnan Gun Viola Kopp. Skylvik studerade för Nils Wedel och Rudolf Flink vid Slöjdföreningens skola i Göteborg 1953–1957, han vistades i Frankrike 1955–1956 och en period i Italien 1956. Han medverkade i Nationalmuseums utställning Unga tecknare 1965–1958, Decemberutställningarna på Göteborgs konsthall, Föreningen Graphicas utställning Ung grafik i Lund 1963–1964 och med lokala konstföreningar i Vänersborg och Trollhättan. Tillsammans med Gabor Benkö ställde han ut i Trollhättan 1959 som han senare följde upp med ett flertal separatutställningar i Trollhättan. Hans konst består till stor del av teckningar med träd, gamla hus, miljöskildringar och landskap.   